# Амата (река)
А́мата (устар. Амат; латыш. Amata; в верхнем течении — Резгулю, латыш. Rezguļu upe) — река в Латвии. Течёт по территории Аматского, Цесисского и Лигатненского краёв. Левый приток нижнего течения Гауи.
Длина реки составляет 66 км (по другим данным — 67 км). Площадь водосборного бассейна равняется 386 км². Объём годового стока — 0,157 км³. Уклон — 2,84 м/км, падение — 193 м.